# Kanton Châlus
Kanton Châlus (francouzsky Canton de Châlus) je francouzský kanton v departementu Haute-Vienne v regionu Limousin. Tvoří ho šest obcí.

## Obce kantonu
- Bussière-Galant
- Les Cars
- Châlus
- Flavignac
- Lavignac
- Pageas